# Runic (navire de 1889)
Pour les articles homonymes, voir Runic.
Le Runic est un cargo transporteur de bétail mis en service par la White Star Line en 1889. Sister-ship du Cufic, il est construit par les chantiers Harland & Wolff de Belfast. Durant ses premières années, il transporte marchandises et bétail entre Liverpool et New York. Ces années sont marquées par quelques incidents, notamment des incendies. En 1895, la White Star n'en a plus l'utilité, de nouveaux navires ayant pris la relève pour assurer ce rôle.
Il est alors vendu à la West India & Pacific Steamship Co. qui le renomme Tampican et l'exploite à destination des Antilles et d'Amérique centrale. En 1899, il est à nouveau vendu à la Leyland Line, qui l'utilise à nouveau sur la ligne transatlantique sans changer son nom. En 1912, il est revendu à H. E. Moss & Co. puis aussitôt à l'entreprise norvégienne South Pacific Wailing Co. qui le transforme afin de transporter de l'huile et de la viande de baleine, et le renomme Imo.
En 1917, l'Imo entre en collision avec le Mont-Blanc, ce qui entraîne l'explosion d'Halifax. L'explosion cause 1946 morts, et le navire, fortement endommagé, reste récupérable. Reconstruit en 1918, il est renommé Guevernoren en 1920 et occupe les mêmes fonctions. Le 30 novembre 1921, il s'échoue au large des îles Malouines et est, cette fois-ci, considéré comme une perte totale.

## Histoire

### Transporteur de bétail de la White Star Line
Au milieu des années 1880, la White Star Line abandonne totalement ses navires à voiles, et recherche de nouveaux débouchés. C'est dans cette optique que la compagnie se lance dans la construction de navires destinés au transport de bétail et de chevaux, pouvant également transporter diverses marchandises, et éventuellement quelques passagers. Le transport de bétail depuis les États-Unis est alors en plein essor depuis 1874, lorsque l'Europe transporte quelque 370 têtes de bétail à Liverpool. Ce trafic augmente rapidement, au point qu'en 1889, quelque 450 000 animaux sont ainsi débarqués. Le Cufic et son jumeau, le Runic, sont les premiers navires commandés par la White Star dans cette optique. Le second est lancé dans les chantiers Harland & Wolff de Belfast le 1er janvier 1889, et terminé le 16 février suivant.
Le Runic entame son service transatlantique le 21 février, entre Liverpool et New York. Pour le navire, il s'agit de transporter en Amérique diverses marchandises, et d'en ramener près d'un millier de têtes de bétail, tentant de les faire voyager dans les meilleures conditions possibles. Il n'est pas rare, en effet, que les bêtes entassées dans des espaces réduits sur bon nombre de navires de ce genre, meurent à cause des conditions de voyage ou des maltraitances de la part de ceux qui doivent s'en occuper. La White Star établit des règlements stricts demandant aux capitaines de veiller à la bonne santé des animaux, afin qu'ils arrivent à bon port et que leur disparition n'entame pas les bénéfices du propriétaire. Ces traversées sont, pour le Runic, quelque peu troublées. Dès avril 1890, une panne de ses machines entraîne son retour à Holyhead et retarde son départ suivant pour New York. Le 28 mai suivant, un incendie éclate peu avant son départ de Liverpool : 2 000 sacs de soufre, de bonnes quantités de soude caustique et des ballots de jute contribuent à alimenter l'incendie qui n'est maîtrisé que par inondation de la cale. Un incendie se produit également en mars 1892 dans les mêmes circonstances, mais avec une intensité moindre.
Ces incidents n'empêchent pas le Runic et son jumeau de rencontrer un grand succès, poussant la White Star à mettre en service des navires toujours plus gros afin d'accomplir cette fonction : le Nomadic, le Tauric, le Bovic, le Naronic, le Cevic et le Georgic. En 1895, le Runic n'est donc plus nécessaire à la compagnie.

### Ventes successives et explosion d'Halifax

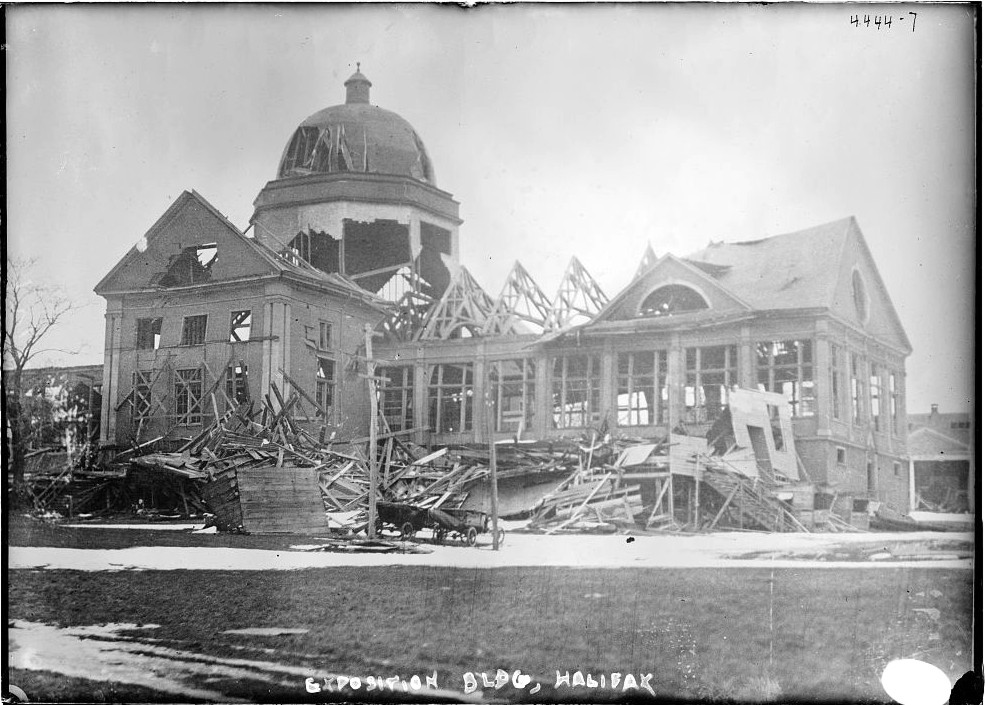
Par sa collision avec le Mont-Blanc, l'Imo est responsable de l'explosion de Halifax.

En septembre 1895, le Runic est vendu à la compagnie West India & Pacific Steamship Co. de Liverpool et, renommé Tampican, il est envoyé à destination des Antilles et d'Amérique centrale. Dès décembre 1899, il est à nouveau revendu à la Leyland Line qui le replace sur la ligne de l'Atlantique Nord sans modifier son nom, et l'utilise pendant plus de douze ans sans incident. En 1912, il est à nouveau vendu et racheté par H. E. Moss & Co., de Liverpool. Quelques jours plus tard à peine, il est à nouveau vendu à la South Pacific Wailing Co., entreprise norvégienne basée à Christiana.
Il est cette fois-ci chargé de transporter de l'huile et de la viande de baleine depuis l'Antarctique durant les mois d'hiver, et est renommé Imo. En 1917, durant la Première Guerre mondiale, l'Imo est chargé de transporter des biens à destination de la Belgique, neutre. La Norvège l'étant également dans le conflit, le navire est protégé des sous-marins allemands par une inscription sur son flanc signalant sa mission. C'est dans ces circonstances qu'il se trouve à Halifax le 6 décembre de cette année. Alors qu'il quitte le port, il croise et heurte le navire français Mont-Blanc transportant une cargaison inflammable. L'impact entraîne un incendie, et un quart d'heure plus tard, le Mont-Blanc est totalement désintégré par une explosion. Celle-ci, qui est l'une des plus importantes connues avant l'invention de la bombe atomique, tue près de 2 000 personnes et en blesse 8 000 autres, détruisant une grande partie de la ville.
L'Imo est pour sa part projeté au large, frappé à la fois par le souffle de l'explosion et par une vague, perdant ses canots et sa cheminée. Manquant d'être submergé, il est finalement échoué par son équipage, puis totalement reconstruit en 1918. Renommé Guvernoren, il reprend ensuite son service en 1920. Quittant Sandefjord pour sa dernière traversée vers l'Antarctique le 26 octobre 1921, il s'échoue dans le brouillard près des îles Malouines le 30 novembre suivant, et ne peut être sauvé.

## Caractéristiques
Le Runic est, lors de sa mise en service, le plus gros cargo de l'Atlantique Nord. Il mesure ainsi 131,3 mètres sur 13,8 et jauge 4 833 tonneaux (il est donc légèrement plus volumineux que son jumeau). Cette taille lui permet de transporter 6 000 tonnes de marchandises, ou encore 1 000 animaux. Le cargo peut également transporter à l'occasion quelques passagers en leur offrant un confort relatif.
Le navire arbore le profil de bien des navires de la White Star Line dans les années 1880, avec une cheminée aux couleurs de la compagnie (ocre brun à manchette noire) et quatre mâts dont le premier peut porter des voiles,. Il est aussi, avec son jumeau, le premier navire de la compagnie à être propulsé par une hélice alimentée par une machine à triple expansion, beaucoup plus économique que les machines alternatives compound utilisées jusque-là. Cela lui permet d'atteindre une vitesse moyenne de 13 nœuds et de la maintenir par tous temps tout en réalisant d'importantes économies de charbon. Avec le Cufic, le Runic est le dernier navire de la White Star n'ayant qu'une seule hélice. Dès 1889 et l'arrivée du Teutonic, les paquebots sont désormais propulsés par deux hélices, assurant une plus grande sécurité face aux pannes diverses.